# Hierodula rufomaculata
Hierodula rufomaculata är en bönsyrseart som beskrevs av Werner 1922. Hierodula rufomaculata ingår i släktet Hierodula och familjen Mantidae. Inga underarter finns listade i Catalogue of Life.